# Нігер на літніх Олімпійських іграх 2020
Нігер на літніх Олімпійських іграх 2020 представляли сім спортсменів у чотирьох видах спорту.